# Viticulture en Nouvelle-Zélande

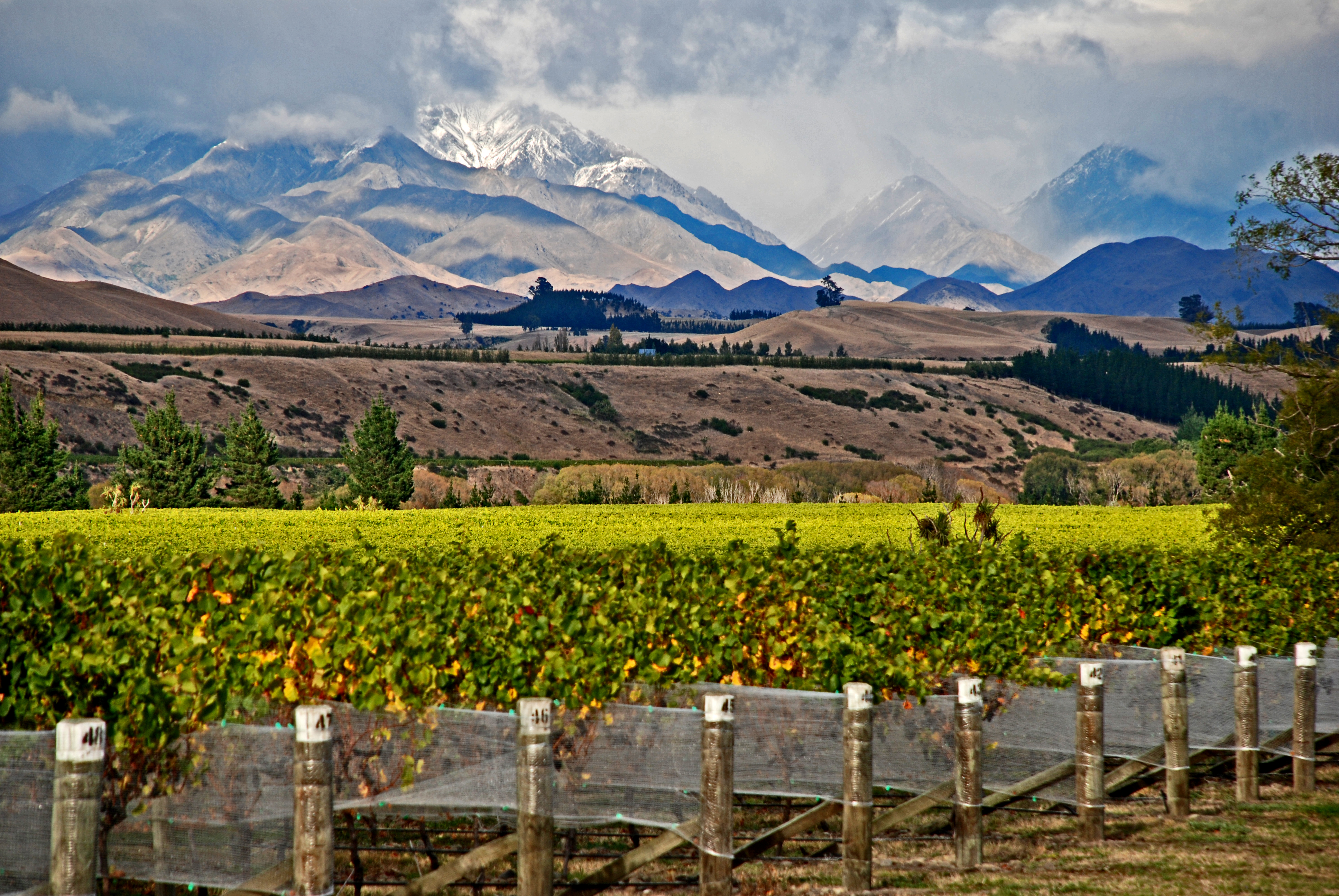
Automne dans la Awatere Valley

La viticulture en Nouvelle-Zélande est implantée sur dix grandes régions viticoles situées entre le 36e et le 45e parallèle sud. Elle s'étend sur 1 600 kilomètres de long.

## Historique
Introduite en 1819, la culture de la vigne fut grandement développée par Jean-Baptiste Pompallier, missionnaire mariste français. Envoyé en Océanie en 1837, il s'installa à partir de janvier 1838, développa le vignoble néo-zélandais, devient le premier vicaire apostolique en 1842 puis en 1848 le premier évêque d'Auckland.
Après les aléas de production dus d'abord au phylloxéra puis à la Première Guerre mondiale, ce vignoble recommença à reprendre de l'extension au cours de la Seconde Guerre mondiale où sa superficie doubla. Puis de 1973 à 1980, il passa de 2 000 à 5 000 hectares. En 1995, 185 producteurs contrôlaient 85 % d'une production de 560 000 hectolitres.

## Géographie du vignoble
L'influence omniprésente de l'océan Pacifique a fait que les vignes se sont développées à l'est des montagnes à l'abri du vent humide de l'ouest. Ce fut un véritable défi pour produire du cabernet sauvignon en raison du climat. La plupart des vignobles se trouvent sur l'Île du Nord. La région de Hawke's Bay fut la première à faire des efforts pour produire du cabernet sauvignon mais son climat, ses récoltes excessives ainsi que ses sols fertiles ont engendré des vins marqués par des arômes végétaux. L'effeuillage et l'utilisation de porte-greffes moins productifs ont permis d'obtenir de meilleurs résultats. Le cépage est parfois mélangé à du merlot pour compenser le manque d'ensoleillement et de terroir. 
D'autres régions de Nouvelle-Zélande ont émergé et mettent l'accent sur la production de cabernet sauvignon typiques du pays. Les vignobles de Gimblett Gravels et d'Havelock North à Hawke's Bay ont obtenu une certaine reconnaissance grâce à leurs sols chauds composés de graves. L'Île Waiheke près d'Auckland commence également à être une région vinicole réputée. Le cabernet sauvignon arrive loin derrière le pinot noir, le cépage rouge le plus planté en Nouvelle-Zélande.

## Principaux vignobles
Du nord au sud on trouve les régions administratives : Northland, Auckland,  Waikato/Bay of Plenty, Gisborne, Hawke's Bay, Wellington, Nelson, Marlborough, Canterbury et Central Otago. Les vignobles suivants y sont associés : 

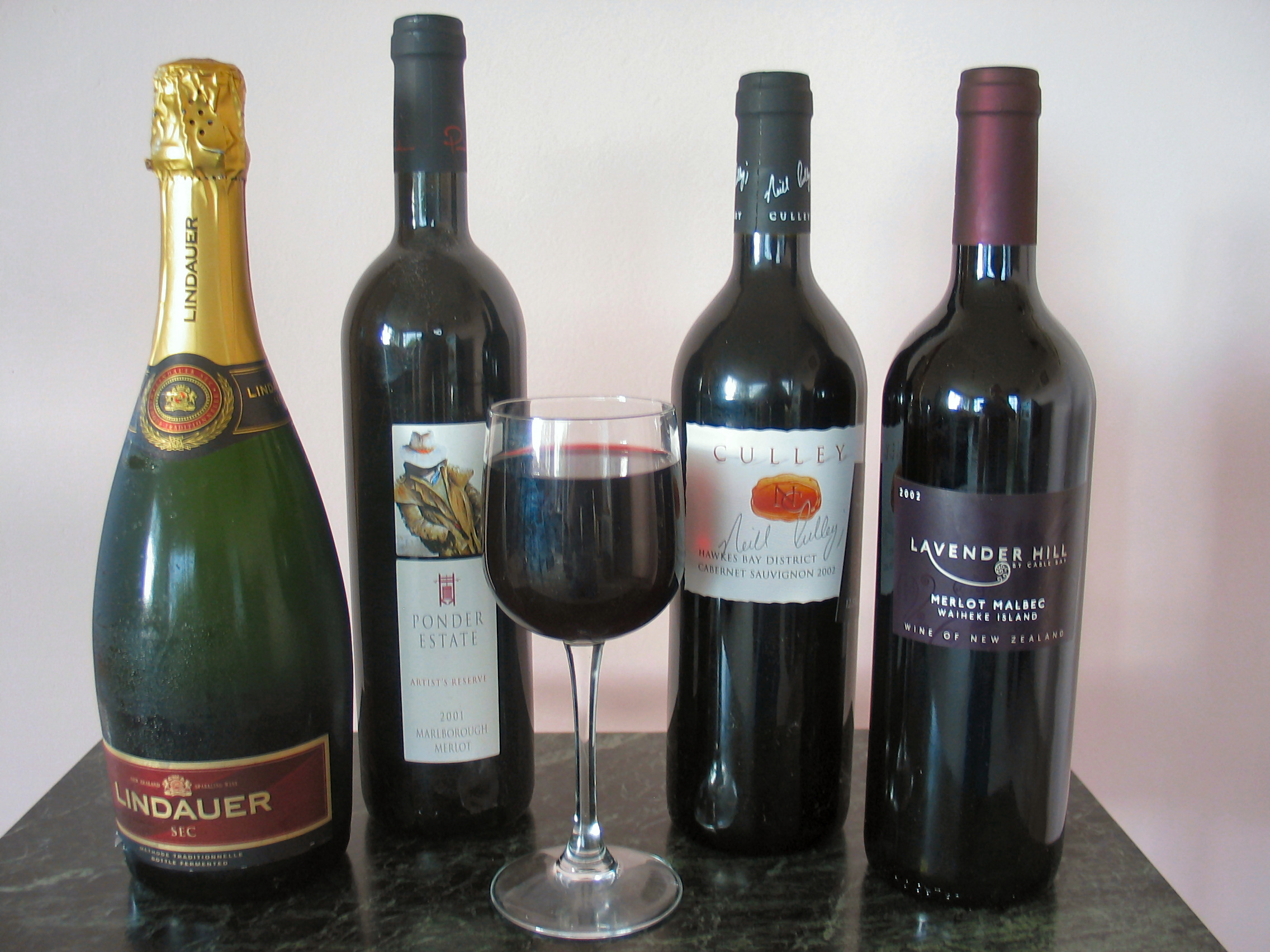
Vins de Nouvelle-Zélande

- Vignoble de Marlborough
- Vignoble du Central Otago
- Vignoble de Canterbury
- Vignoble de Hawke's Bay
- Vignoble de Gisborne
- Vignoble de Wellington
- Vignoble de Nelson
- Vignoble d'Auckland
- Vignoble du Northland

## Liens Externes
Site officiel des vignerons néo-zélandais
Site officiel des vignerons de Waiheke Island